# Rebecca Schaeffer
Rebecca Lucile Schaeffer, född 6 november 1967 i Eugene, Oregon, död 18 juli 1989 i Los Angeles, Kalifornien, var en amerikansk skådespelerska, som mördades av en stalker.
Mordet fick Amerikas lagstiftare att ta hårdare tag mot s.k. ”stalkers”, förföljare som smyger och förföljer sina offer som oftast är kändisar, men som också kan vara personer de känner eller främlingar.
Rebecca Schaeffer var enda barnet till Benson Schaeffer, psykolog, och Dana Schaeffer, författare. Hon tillbringade sin barndom i den amerikanska staten Oregon där hon arbetade i ung ålder som modell, men var också en duktig student och medlem i den lokala synagogan. Hon hoppade av skolan som 14-åring för att bli professionell modell i New York. Hon lyckades få en roll i tv-serien My Sister Sam.

## Robert John Bardo
Rebecca blev mördad av Robert Bardo som trodde sig ha en relation med stjärnan, men i själva verket visste Rebecca inte ens vem han var. Bardo hade tre år före mordet börjat skriva brev till henne, brev som inte alltid blev besvarade. I det brev som hon skickade till Bardo skrev hon att hans brev var det finaste hon någonsin fått och hade skissat symbolen för fred på kuvertet. Bardo trodde att hon med detta brev visade att hon älskade honom. 
Som yngst av sju syskon blev han utsatt för en hel del mental och fysisk tortyr, vilket ledde till att han fick svåra problem när han växte upp. Han var smart och fick bra betyg men hoppade av skolan, vilket fick hans lärare att bli lättade eftersom han hade ofta skrivit brev där han hotade dem och även hade uppfört sig illa i sällskap med andra personer. 
Bardo samlade allt han kunde hitta om Schaeffer, han hade alla hennes filmer och tv-shower som hon hade varit med i. Bardo försökte få kontakt med Schaeffer och ringde till hennes agent som vägrade ge honom några som helst uppgifter. Han blev på grund av detta förbannad och anlitade en privatdetektiv som inte heller gav honom någon ny information. Detta medförde att han gick runt på gatorna med en bild på Rebecca och frågade alla han mötte om de visste var hon bodde. Till slut lyckades han hitta hennes adress.

## Mordet
Schaeffer hade skrivit en autograf till Bardo den 18 juli 1989, som 20 minuter senare anlände till hennes nya lägenhet med en pistol gömd i fickan. Bardo var utklädd till blomsterbud när han ringde på porten till hennes lägenhetskomplex, han ville antagligen ”rädda” henne från något som endast fanns i hans fantasi. Men det han hade hoppats skulle hända, att Schaeffer skulle ta emot honom med öppna armar, hände inte utan när hon såg honom stå utanför porten så ignorerade hon honom istället, eftersom hon visste vem han var. Men han väntade, och väntade, och efter en timme så kom hon ned. Nu var hon irriterad och enligt Schaeffer så sade hon till honom att ”gå iväg” och att ”han slösade med hennes tid”. Detta fick Robert Bardo att reagera, han sköt Schaeffer som föll till golvet i foajén i lägenhetskomplexet. Enligt ett vittne som kom ut precis efter att han skjutit henne, joggade Bardo därifrån och försvann runt ett hörn medan Schaeffer låg på golvet döende, efter att ha blivit skjuten i hjärtat.
Rebecca Schaeffer dog vid 21 års ålder. Hennes mördare, som vid denna tid var 19 år, erkände direkt och dömdes till livstids fängelse. Under 2007 blev hennes mördare själv ett offer för våld, efter att ha blivit både misshandlad och knivhuggen 11 gånger i fängelset. Han överlevde emellertid och återvände till fängelset efter vård på sjukhuset. Bardo har i en intervju sagt; ”Jag var hennes fan, och visst, kanske jag tog mitt intresse för långt men jag tycker att media har utmålat mig som ett monster, vilket jag inte är. Om jag kunde få en önskan uppfylld, så vore det att Rebecca levde.”